# Ed Miliband
Edward Samuel (Ed) Miliband (Londen, Engeland, 24 december 1969) is een Brits politicus van de Labour Party. Hij is lid van het Lagerhuis voor Noord-Doncaster sinds 2005. Tussen 2007 en 2010 bekleedde hij verschillende posten in de regeringen  van Tony Blair en Gordon Brown. Op 25 september 2010 kozen de leden van de Labour Party hem als nieuwe partijleider. Na de door Labour verloren Lagerhuisverkiezingen van 7 mei 2015 stapte Miliband op als partijleider.  In het schaduwkabinet van Keir Starmer is hij sinds 2020 minister voor klimaatverandering. Na de grote verkiezingswinst van Labour op 4 juli 2024 werd hij in het kabinet van premier Starmer minister voor energietransitie.

## Biografie
Miliband werd geboren in de wijk Fitzrovia in Centraal-Londen als zoon van Pools-Joodse immigranten. Zijn moeder is de mensenrechten- en vredesactiviste Marion Kozak. Zijn vader, Ralph Miliband, was een hoogleraar en onderzoeker in de politieke wetenschappen. De voormalige Britse minister van Buitenlandse Zaken David Miliband is zijn broer. 
Miliband studeerde aan het Corpus Christi College in Oxford. Hij werkte korte tijd als onderzoeker voor de televisie.  

## Politieke loopbaan en ministerschap
In 1993 werd Miliband onderzoeker en speech writer voor Labour Lagerhuislid Harriet Harman, staatssecretaris voor Financiën in het Labour schaduwkabinet; vanaf 1994 werkte hij voor Gordon Brown, schaduwminister van Financiën. In 1995 keerde hij tijdelijk terug naar de universiteit om aan de London School of Economics een mastertitel in economie te halen. Na de grote overwinning van de Labour Party bij de Lagerhuisverkiezingen in 1997 werd hij adviseur van Brown, die in de eerste regering van Tony Blair Chancellor of the Exchequer (minister van financiën) was.  
Van 2002 tot 2004 was hij gastdocent aan de Harvard University. Na zijn terugkeer in het Verenigd Koninkrijk benoemde Brown Miliband tot voorzitter van de economische adviesraad van het ministerie van Financiën. 
Miliband werd in 2005 in het Lagerhuis gekozen in het district Doncaster North. Blair maakte Miliband in mei 2006 minister voor de Civiele Sector in zijn derde regering. Toen Gordon Brown in 2007 premier werd, benoemde hij Miliband tot minister van het Cabinet Office en kanselier van het hertogdom Lancaster; vervolgens was hij van 2008 tot 2010 minister voor Energie en Klimaatverandering. Zijn broer David Miliband was in het kabinet-Brown minister van Buitenlandse Zaken.  

## Partijleider
Miliband was verantwoordelijk voor het opstellen van  het verkiezingsprogramma van Labour voor de Lagerhuisverkiezingen in 2010.  Labour verloor deze verkiezingen, waarop Brown aftrad als partijleider. Miliband stelde zich kandidaat voor het partijleiderschap; zijn broer David was een van de tegenkandidaten. Miliband wist de verkiezingen te winnen,  mede dankzij de steun van prominente Labour-politici als Roy Hattersley en Neil Kinnock, en werd met 40 jaar was de jongste partijleider in de geschiedenis van Labour. Hij benoemde onder andere Yvette Cooper, Sadiq Kahn, Ed Balls en Andy Burnham in zijn schaduwkabinet.
Zijn periode als leider werd gekenmerkt door een verschuiving naar links, en door verzet tegen de bezuinigingen op de publieke sector door de regering Cameron. Binnen de partij schafte Miliband  in 2014 het kiescollege-systeem voor de verkiezing van de partijleider af en verving het door een systeem van "één lid, één stem".
Onder Miliband behaalde de Labour Party op 5 mei 2011 gemengde resultaten bij regionale en lokale verkiezingen. De partij deed het goed bij de verkiezingen voor de regionale assemblee in Wales, en bij lokale verkiezingen in Noord Engeland. In Zuid Engeland waren de resultaten minder positief, en bij de verkiezingen voor het Schotse parlement verloor de partij zwaar van de Scottish National Party. Bij de verkiezingen voor het Europese Parlement in mei 2014 wist Labour het aantal zetels te verhogen van 13 naar 20, maar eindigde achter UKIP. Het was de eerste keer sinds 1984 dat de grootste oppositiepartij bij de Europese verkiezingen niet de meeste zetels won.

## Backbencher, schaduwkabinet en kabinet-Starmer
Bij de Lagerhuisverkiezingen van 7 mei 2015 verloor Labour van de Conservatieven. De partij raakte op één na al haar zetels in Schotland kwijt en verloor in totaal 26 zetels. Miliband zelf werd wel herkozen in zijn district Doncaster North. Een dag later nam hij ontslag als leider van de Labourpartij. Hij werd opgevolgd door Jeremy Corbyn.
Miliband maakte geen deel uit van het schaduwkabinet van Corbyn en was van 2015 tot 2020 backbencher. Bij de Lagerhuisverkiezingen van 2019 werd hij herkozen, maar met een sterk verkleinde meerderheid. Op 6 april 2020 benoemde Corbyns opvolger Keir Starmer Miliband tot schaduwminister voor Economische Zaken. Sinds 2021 is hij schaduwminister voor Klimaatverandering.
Na de grote verkiezingswinst van Labour op 4 juli 2024 werd hij in het kabinet van premier Starmer minister voor energietransitie.

## Politieke standpunten
Tijdens de campagne voor het leiderschap van Labour omschreef Miliband zichzelf als een socialist, en sprak hij zich uit tegen sommige acties van de Blair-regering, onder andere op het gebied van burgerlijke vrijheden en buitenlands beleid. Hij is kritisch over het Britse militaire ingrijpen in Irak, maar steunde de interventies in Libië en Afghanistan.  Hij noemt zichzelf een feminist en steunde de invoering van het homohuwelijk.
- Gemeinsame Normdatei: 1027673198
- International Standard Name Identifier: 0000 0001 3896 1534
- Library of Congress Control Number: no2011141588
- Nationale Bibliotheek van Israël: 987007400562905171
- Nationale Bibliotheek van Polen: a0000003096475
- Système universitaire de documentation: 15573184X
- Virtual International Authority File: 185408931
- WorldCat: E39PBJrwX6cqw9KBqb4YjcP4v3